# دبیرستان (فیلم ۱۹۵۴)
دبیرستان (ایتالیایی: Terza liceo) فیلمی ایتالیایی به کارگردانی لوچانو امر محصول سال ۱۹۵۴ است. از بازیگران آن می‌توان به ایلاریا اوکینی، جولیانو مونتالدو و پائولا بوربونی اشاره کرد.